# NGC 809
NGC 809 je galaksija u zviježđu Kit.

## Vanjske poveznice
- SEDS: NGC 809